# Natalia Gorodilova
Natalia Gorodilova (16 de mayo de 1950) es una deportista soviética que compitió en remo. Ganó dos medallas en el Campeonato Mundial de Remo, bronce en 1974 y plata en 1977.

## Palmarés internacional
| Campeonato Mundial | Campeonato Mundial       | Campeonato Mundial | Campeonato Mundial       |
| Año                | Lugar                    | Medalla            | Prueba                   |
| ------------------ | ------------------------ | ------------------ | ------------------------ |
| 1974               | Lucerna (Suiza)          | Medalla de bronce  | Cuatro scull con timonel |
| 1977               | Ámsterdam (Países Bajos) | Medalla de plata   | Ocho con timonel         |